# Julius Jacob der Ältere

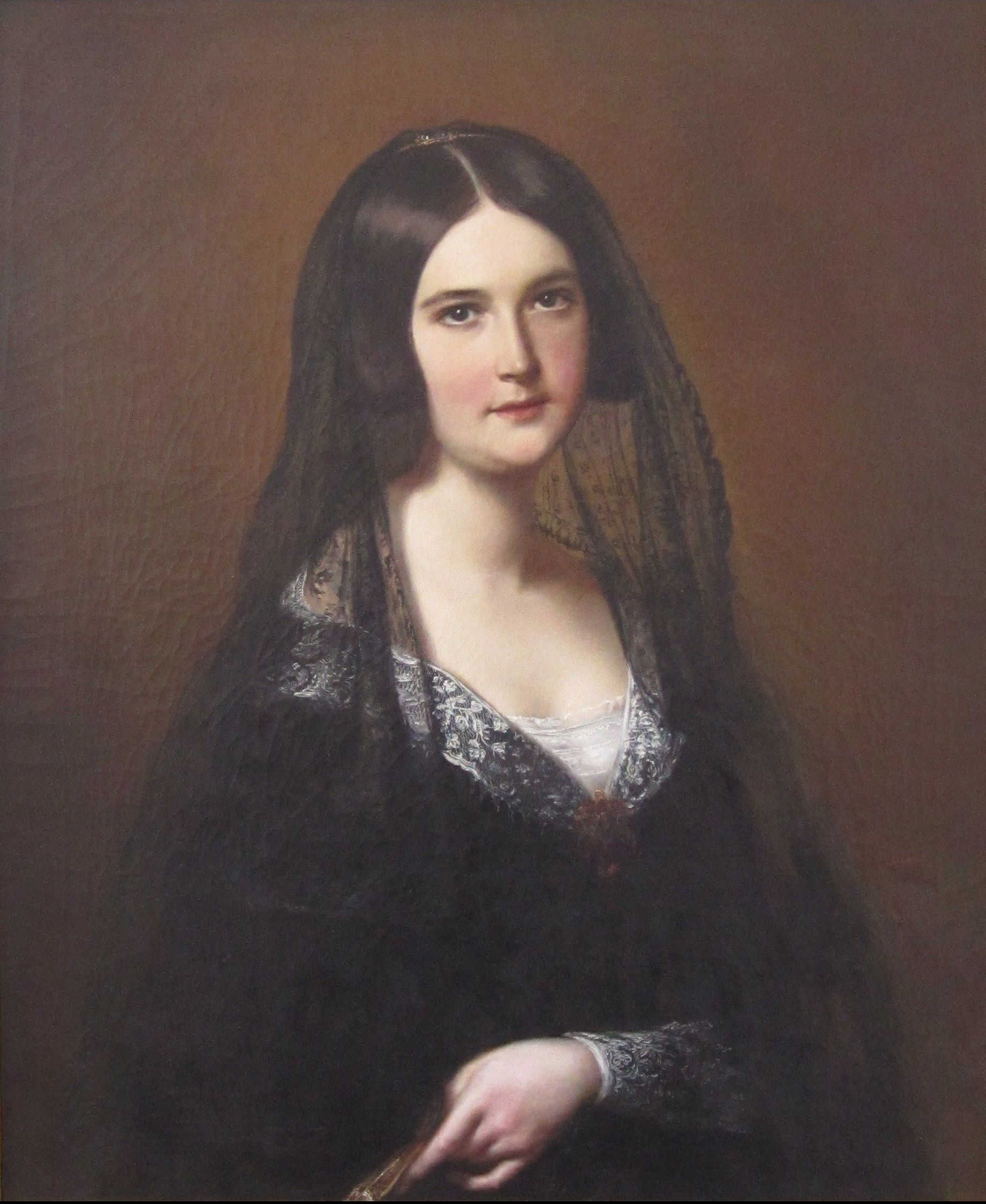
Porträt einer Dame von Julius Jacob dem Älteren

Isaac Julius Jacob, der Ältere (* 25. April 1811 in Berlin; † 20. Oktober 1882 ebenda) war ein deutscher Historien-, Bildnis- und Stilllebenmaler.

## Leben und künstlerischer Werdegang
Jacob studierte ab 1828 an der Königlich Preußischen Akademie der Künste in Berlin und war Schüler im Atelier von Wilhelm Wach. Zwischen 1830 und 1848 nahm er regelmäßig an den Ausstellungen der Königlich Preußischen Akademie der Künste in Berlin teil. Von 1833 bis 1836 studierte er an der Königlich-Preußischen Kunstakademie Düsseldorf. Zwischen 1837 und 1844 erfolgte ein Parisaufenthalt mit einem Studium bei Paul Delaroche und die regelmäßige Teilnahme am Pariser Salon.
Nach Reisen in Europa, Kleinasien, Nordamerika und Afrika, sowie der Anfertigung einer Vielzahl von Skizzen, Kopien und Porträts, wurde er 1844 zum Mitglied der Société des beaux-arts (Gesellschaft der Schönen Künste) de Paris ernannt. Er stellte mehrere Bilder aus der Geschichte Ludwigs des Heiligen aus, was zu Aufträgen für das Schloss in Versailles führte. Dazu kam Jacob jedoch nicht, weil er eine umfangreiche Porträtbestellung aus London erhielt. In England wurden seine Bilder sehr beliebt und führten zu vielen neuen Aufträgen. So blieb er schließlich elf Jahre in London und beteiligte sich 1845, 1847–1854 an den Ausstellungen der Royal Academy London mit insgesamt 16 Porträts. Nach einem Romaufenthalt 1850/1851 während der Wintermonate und nach Aufenthalt 1854 in Wien, wo er auf Veranlassung Carl Rahls ebenfalls zahlreiche fürstliche Persönlichkeiten porträtierte kehrte er infolge des Krieges von 1866 nach Berlin zurück und blieb dort bis an sein Lebensende. Seine Wohnung nahm er in der Oberwasserstraße 10. Er war verheiratet und sein Sohn war der Maler Julius Jacob der Jüngere.

## Werke (Auswahl)
- Les pêcheurs sans hameçons, Verbleib unbekannt (Salon 1838, Nr. 953)
- Des fruits, Verbleib unbekannt (Salon 1838, Nr. 954)
- Trait de la vie d’Albert Durer, Verbleib unbekannt (Salon 1839, Nr. 1055)
- Fruits, 55 × 60 cm, Verbleib unbekannt (Salon 1840, Nr. 871; Paris, AMN c)
- Fruits sur un plateau, 65 × 70 cm, Verbleib unbekannt (Salon 1840, Nr. 872; Paris, AMN c)
- Perdrix et des fruits, 69 × 78 cm, Verbleib unbekannt (Salon 1840, Nr. 873; Paris, AMN c)
- Portrait de M. de H. …, en costume de moyen-âge, 88 × 69 cm, Verbleib unbekannt (Salon 1840, Nr. 874; Paris, AMN c)